# Drewitzer See mit Lübowsee und Dreiersee
Drewitzer See mit Lübowsee und Dreiersee este o arie protejată (arie specială de conservare — SAC, sit de importanță comunitară — SCI) din Germania întinsă pe o suprafață de 1.462 ha, integral pe uscat.

## Localizare
Centrul sitului Drewitzer See mit Lübowsee und Dreiersee este situat la coordonatele 53°32′57″N 12°21′19″E / 53.5492°N 12.3553°E.

## Înființare
Situl Drewitzer See mit Lübowsee und Dreiersee a fost declarat sit de importanță comunitară în aprilie 1998 pentru a proteja 1 specie de plante și 5 specii de animale. Situl a fost protejat și ca arie specială de conservare în august 2016.

## Biodiversitate
Situată în ecoregiunea continentală, aria protejată conține 4 habitate naturale: Ape puternic oligomezotrofe cu vegetație bentonică cu Chara spp., Mlaștini turboase de tranziție și turbării mișcătoare, Mlaștini calcaroase cu Cladium mariscus și specii de Caricion davallianae, Păduri de fag Luzulo-Fagetum.
La baza desemnării sitului se află mai multe specii protejate:
- plante (1): Apium repens
- mamifere (1): vidră de râu (Lutra lutra)
- nevertebrate (3): Anisus vorticulus, Vertigo angustior, Vertigo moulinsiana
- pești (1): zvârluga (Cobitis taenia)